# Ogyrides hayi
Ogyrides hayi är en kräftdjursart som beskrevs av A. B. Williams 1981. Ogyrides hayi ingår i släktet Ogyrides och familjen Ogyrididae. Inga underarter finns listade i Catalogue of Life.